# Eupsilia brunneor-flavomaculata
Eupsilia brunneor-flavomaculata är en fjärilsart som beskrevs av Barend J. Lempke 1941. Eupsilia brunneor-flavomaculata ingår i släktet Eupsilia och familjen nattflyn. Inga underarter finns listade i Catalogue of Life.